# Předměstí (Moravská Třebová)
Předměstí je část města Moravská Třebová v okrese Svitavy. Nachází se na jihozápadě Moravské Třebové. Prochází zde silnice II/368. V roce 2009 zde bylo evidováno 1311 adres. V roce 2001 zde trvale žilo 8737 obyvatel.
Předměstí leží v katastrálním území Moravská Třebová o výměře 15,08 km2.